# Anoplarchus
Anoplarchus és un gènere de peixos de la família dels estiquèids i de l'ordre dels perciformes.
Es troba al Pacífic oriental: des de les illes Pribilof i Aleutianes fins a l'illa Santa Rosa i Mendocino (Califòrnia, els Estats Units), incloent-hi la costa pacífica del Canadà (la Colúmbia Britànica).

## Taxonomia
- Anoplarchus insignis (Gilbert & Burke, 1912)[12]
- Anoplarchus purpurescens (Gill, 1861)[2][13][14][15][16][17][18][19][20][21][22]